# 石莲姜槲蕨
石莲姜槲蕨（学名：Drynaria propinqua）为槲蕨科槲蕨属下的一个种。